# Ostrocerca dimicki
Ostrocerca dimicki är en bäcksländeart som först beskrevs av Theodore Henry Frison 1936.  Ostrocerca dimicki ingår i släktet Ostrocerca och familjen kryssbäcksländor. Inga underarter finns listade i Catalogue of Life.